# 前170年
| 千纪： | 前1千纪 |
| 世纪： | 前3世纪 \| 前2世纪 \| 前1世纪                                                                                         |
| 年代： | 前200年代 \| 前190年代 \| 前180年代 \| 前170年代 \| 前160年代 \| 前150年代 \| 前140年代                               |
| 年份： | 前175年 \| 前174年 \| 前173年 \| 前172年 \| 前171年 \| 前170年 \| 前169年 \| 前168年 \| 前167年 \| 前166年 \| 前165年 |
| 纪年： | 西汉汉文帝前元十年 |

## 大事记
- 歐提德姆斯王朝被歐克拉提德斯推翻。
- 11月，塞琉古帝國安條克四世在培琉喜阿姆戰役戰勝托勒密王國。